# Bernard Rands
Bernard Rands (* 2. März 1934 in Sheffield/Yorkshire, Vereinigtes Königreich) ist ein US-amerikanischer Komponist und Hochschullehrer englischer Herkunft.

## Leben
Bernard Rands schloss sein Musikstudium an der University of Wales in Bangor, wo Reginald Smith Brindle sein Lehrer war, 1958 ab. Weitere Studien absolvierte er in Italien bei Roman Vlad, Luigi Dallapiccola und Luciano Berio, sowie in Deutschland bei Pierre Boulez und Bruno Maderna. Ab 1960 lehrte er selbst an der University of Wales. Das 1963 in Darmstadt unter Maderna uraufgeführte Werk Actions of Six brachte ihm erstmals größere Aufmerksamkeit der Musikwelt ein. 1966 studierte er dank einer Harkness Fellowship an der Princeton University und der University of Illinois, wo er unter anderem mit John Cage in Kontakt kam. 1969 war er Granada Fellow an der University of York, wo er anschließend bis 1975 lehrte.
Im gleichen Jahr übersiedelte Rands in die USA und erhielt 1983 die US-amerikanische Staatsbürgerschaft. Mit dem Liederzyklus Canti del sole, der durch den Tenor Paul Sperry und das New York Philharmonic Orchestra unter Leitung von Zubin Mehta uraufgeführt wurde, gewann Rands 1984 den Pulitzer Prize of Music. Kurz darauf erhielt er Professuren an der Boston University und der Juilliard School. 1986 brachten ihm die zwei Orchestersuiten Le Tambourin den Kennedy Center Friedhelm Award ein. Seit 1988 hat er die Walter Bigelow Rosen-Professur der Harvard University inne. 1989 bis 1995 war er Composer in Residence beim Philadelphia Orchestra. 2000 gewann die Aufnahme der Komposition Canti d’Amor mit dem Ensemble Chanticleer einen Grammy Award. 2004 wurde Bernard Rands Mitglied der American Academy of Arts and Letters.
Rands erhielt zahlreiche Kompositionsaufträge und ist auch als Dirigent tätig. Er ist mit der Komponistin Augusta Read Thomas verheiratet.

## Werk
Rands hat mehr als 100 Kompositionen veröffentlicht, neben Instrumentalmusik auch etliche Vokalwerke. 2011 wurde die Oper Vincent uraufgeführt, die sich ebenso wie die beiden Suiten Le Tambourin aus den 1980er-Jahren auf Leben und Werk Vincent van Goghs bezieht. Insbesondere die früheren Werke sind vielfach durch seine vom Serialismus geprägten, der italienischen Avantgarde zugehörigen Lehrer beeinflusst und nutzen teilweise graphische Notation und aleatorische Elemente.